# Krzysztof Ingarden

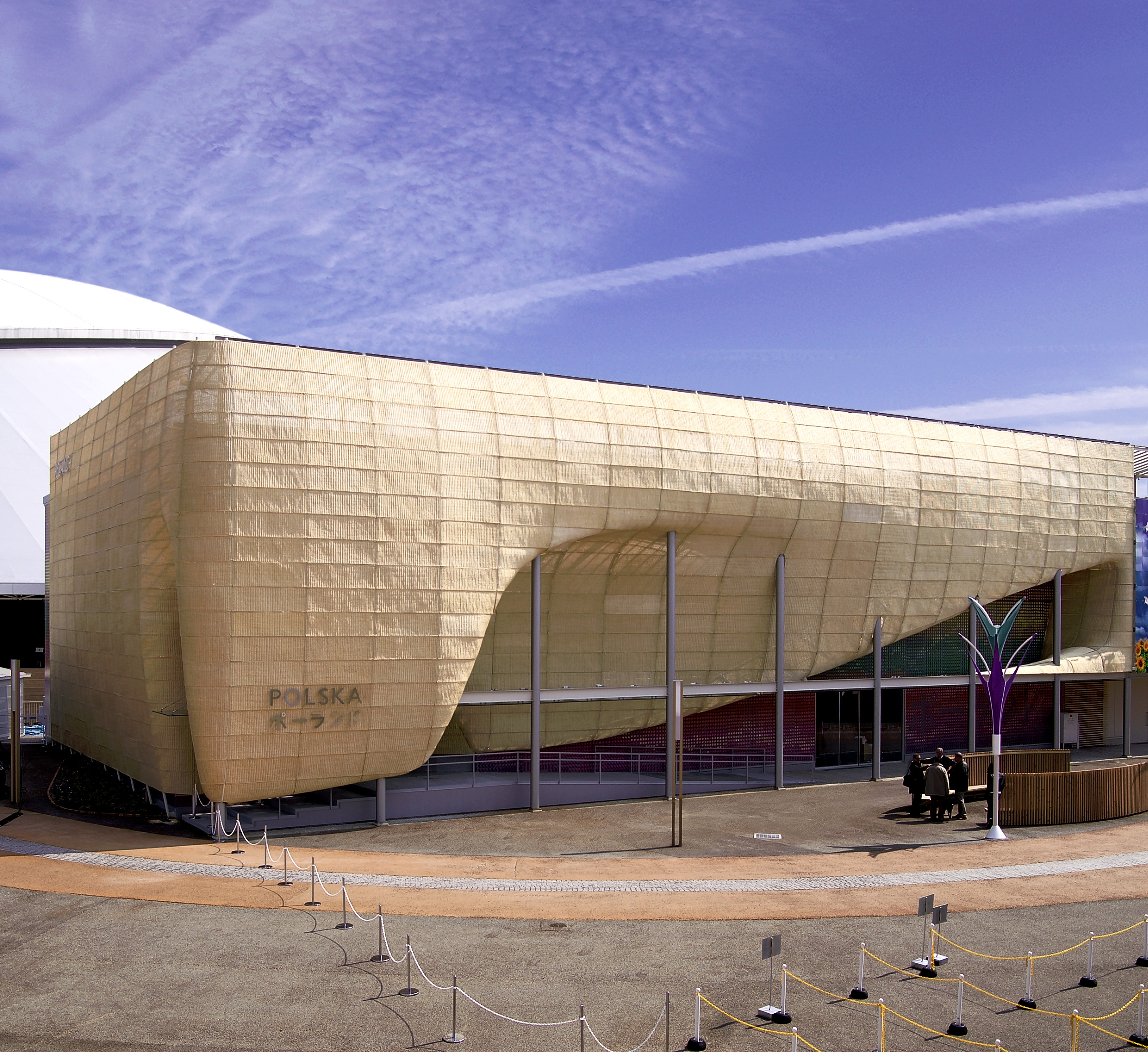
Pawilon Polski EXPO 2005 Aichi

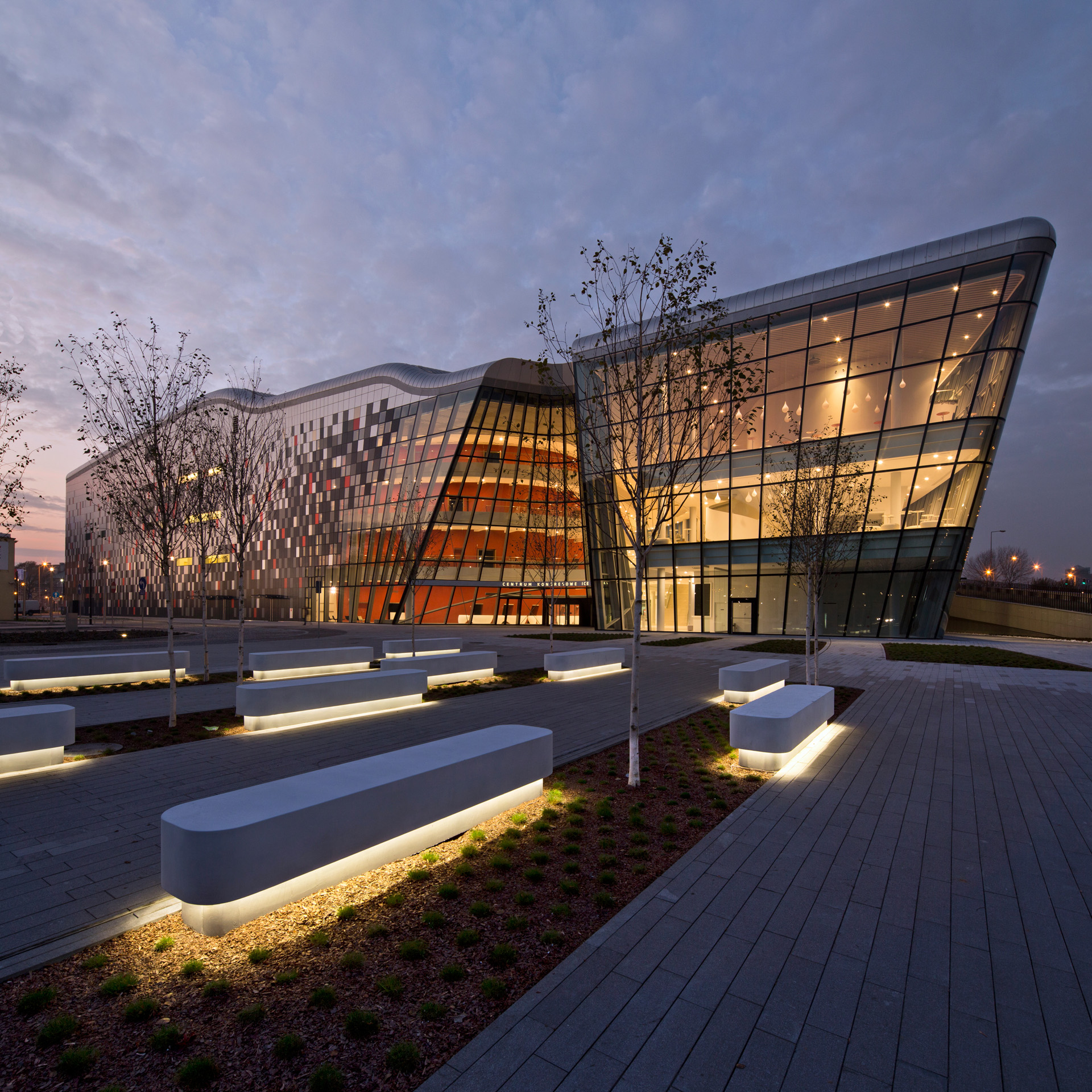
Centrum Kongresowe ICE Kraków (2014)

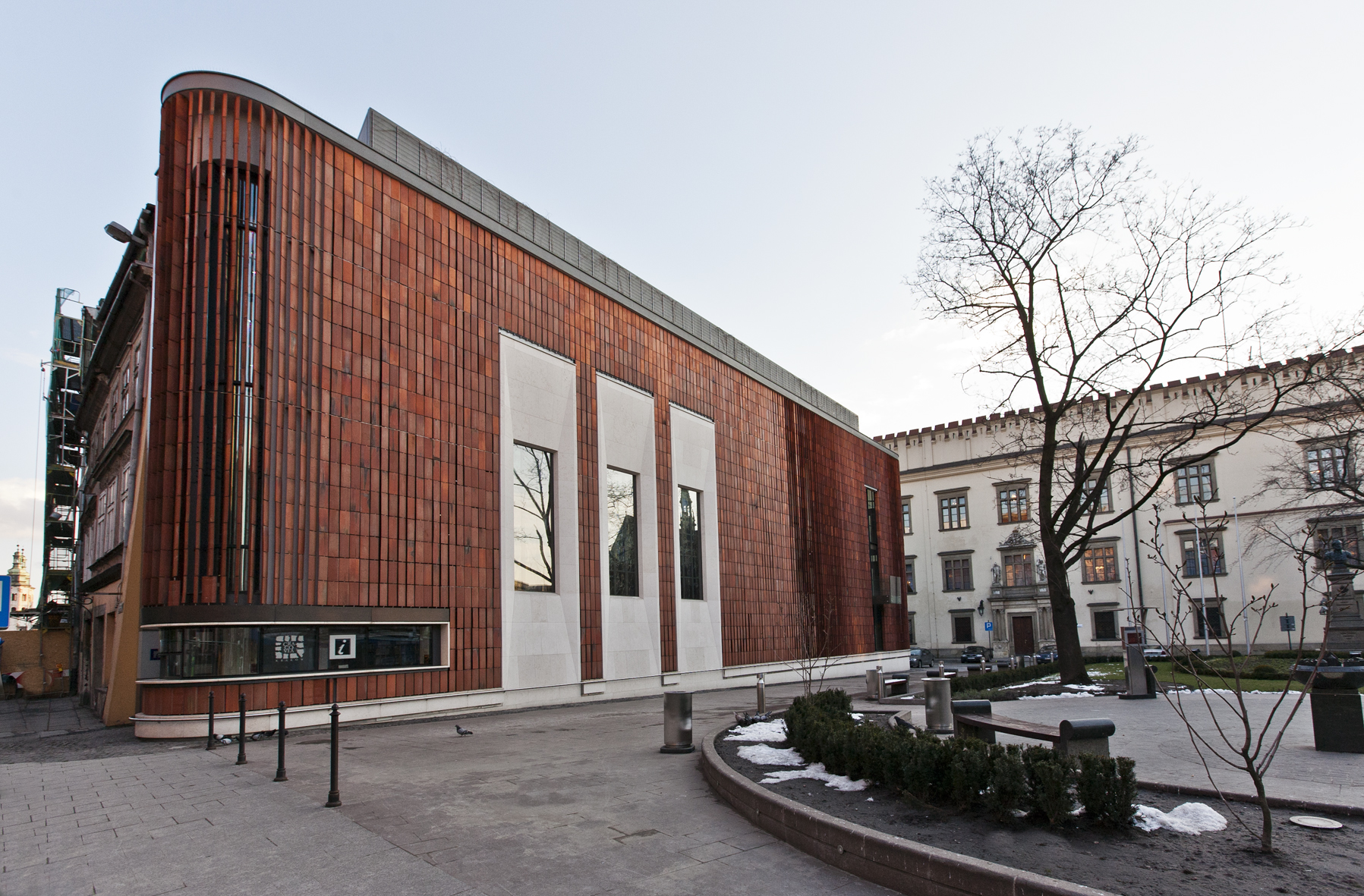
Pawilon „Wyspiański” 2000 (2005), Centrum Informacji Miasta Krakowa

Krzysztof Ingarden (ur. 19 listopada 1957 we Wrocławiu) – polski architekt, członek Polskiej Akademii Umiejętności (2015), SARP, MOIA, laureat Honorowej Nagrody SARP.

## Życiorys
Ukończył studia na Wydziale Architektury Politechniki Krakowskiej (1982), odbył staż doktorancki w School of Art and Design, Uniwersytetu Tsukuba w Japonii (1983–1985, stypendium Ministerstwa Edukacji Japonii). Pracował w biurach Arata Isozaki, Tokio (1984–1985), J.S. Polshek & Partners, Nowy Jork (1987). Uzyskał stopień doktora architektury na WA PK w 1988, doktora habilitowanego na WA PWr w 2014, a tytuł profesora nauk inżynieryjno-technicznych w 2023. Od 2003 do 2011 prodziekan, od 2017 dziekan na Wydziale Architektury i Sztuk Pięknych Uniwersytetu Andrzeja Frycza Modrzewskiego, od roku 2002 sprawuje funkcję Generalnego Konsula Honorowego Japonii w Krakowie. Syn Romana Stanisława Ingardena, wnuk Romana Ingardena.
Wykładał gościnnie na Uniwersytecie Tsinghua w Pekinie (2004), Musashi Institute of Technology w Tokio (2005), Uniwersytecie w Weimarze (2006), Fachhochschule Bremen (2007), Univ. of Dundee (2008), Tokyo City University (2010). Pomysłodawca i kurator japońskiej części wystawy „3_2_1_Nowa Architektura w Japonii i Polsce” na 10-lecie powstania Centrum Manggha w Krakowie, 2004, (Manggha Kraków, Poznań, Łódź, Wrocław, Katowice, Rzym, Mediolan).
W 1998 roku wraz z Jackiem Ewý założył biuro Ingarden & Ewý Architekci.

## Główne dzieła

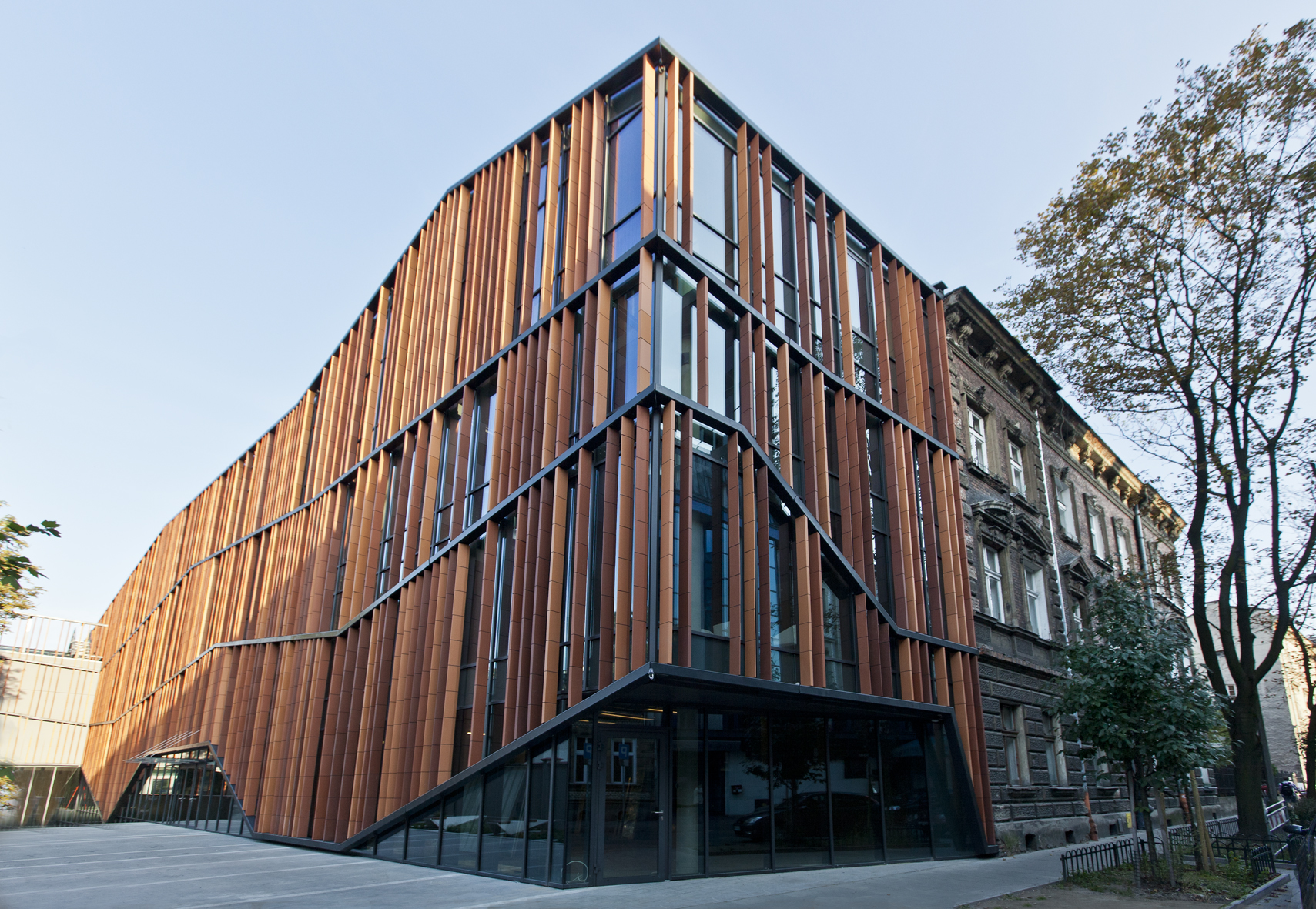
Małopolski Ogród Sztuki zaprojektowany przez Ingarden & Ewy

- 2015 – Galeria Europa – Daleki Wschód[3],  aneks Muzeum Manggha w Krakowie
- 2014 – Centrum Kongresowe ICE Kraków
- 2012 – Małopolski Ogród Sztuki w Krakowie[4]
- 2007 – Pawilon Wyspiańskiego w Krakowie
- 2005 – Polski Pawilon na Światowej Wystawie Expo 2005 w Aichi, Japonia

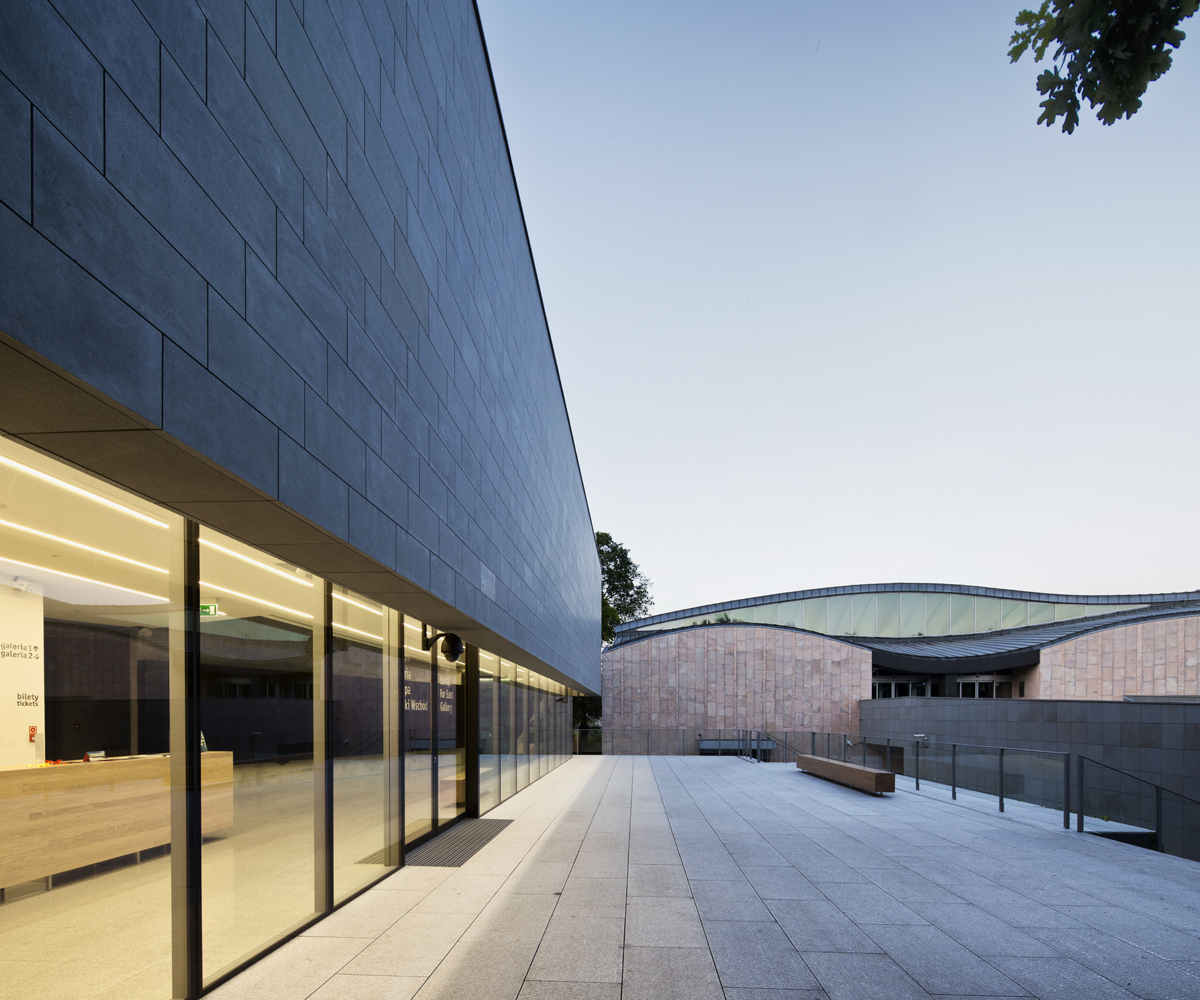
Galeria Europa – Daleki Wschód, aneks Muzeum Manggha w Krakowie

- Galeria Europa – Daleki Wschód, aneks Muzeum Manggha w Krakowie2004 – Szkoła Języka Japońskiego przy Centrum Sztuki i Techniki Japońskiej „Manggha”, Kraków
- 2001 – Ambasada RP w Tokio, Japonia[5]
- 2000 – Ambasada Japonii w Warszawie (z Ishimoto Architects)
- 2000 – Pawilon Herbaciany przy Centrum Sztuki i Techniki Japońskiej „Manggha”
- 2000 – Biblioteka Papieskiej Akademii Teologicznej
- 1999 – Ołtarze Papieskie na Błoniach (1999, 2001)
- 1994 – Centrum Sztuki i Techniki Japońskiej „Manggha” w Krakowie – współpraca z Arata Isozaki

## Odznaczenia i nagrody
- 2023 – Tytuł „Promotor Polski” 2023[6]
- 2023 – Odznaka honorowa „Za zasługi dla budownictwa”
- 2022 – Doroczna Nagroda Ministra Kultury i Dziedzictwa Narodowego[7]
- 2018 – Order Wschodzącego Słońca, Złote Promienie ze Wstęgą, Japonia[8]
- 2017 – Złota Odznaka Honorowa Województwa Małopolskiego – Krzyż Małopolski[9]
- 2015 – Srebrny Medal „Zasłużony Kulturze Gloria Artis”[10]
- 2015 – PLAN 2015 – Merit Award w kategorii Business za projekt ICE Krakow Congress Centre, Mediolan, Włochy
- 2015 – A-Design Platinum Award za projekt  ICE Krakow Congress Centre, Como, Włochy
- 2015 – „Salon Architektury 2015”  II Nagroda za projekt Centrum Kongresowe ICE Kraków, MOIA – Małopolska Izba Architektów, Kraków
- 2015 – Nagroda „Kraków Mój Dom” (Dziennik Polski i Urząd Miastra Krakowa) – za projekt Centrum Kongresowe ICE Kraków
- 2014 – UIA Medal „Friendly Spaces of UIA”, Durban 2014, RPA
- 2014 – A-Design Platinum Award, 2014 (projekt MOS), Como, Włochy
- 2013 – Nagroda „ICONIC AWARD 2013” – German Design Council, Frankfurt am Main, Niemcy[11]
- 2013 – Nagroda „Architizer A+ Popular Choice Award 2013” w kategorii kultura: Theaters and Performing Art Centers – Nowy Jork, USA
- 2013 – Nagroda „Building of the Year 2012”  w kategorii kultura – przyznawaną przez ArchDaily.com
- 2012 – Nagroda im. prof. Janusza Bogdanowskiego dla najlepszego obiektu architektonicznego zrealizowanego w Krakowie w roku 2012[4]
- 2013 – „Brick Award 2013”, edycja polska,  w kategorii Budynek użyteczności publicznej
- 2013 – Nagroda miesięcznika BUILDER : Budowlanej Firmy roku w kategorii Architekci – za projekt MOS
- 2013 – Tytuł „Lider Małopolski 2012” – przyznany przez Stowarzyszenie Gmin i Powiatów Małopolski za najlepsze przedsięwzięcie 2012 roku
- 2013 – Tytuł „Obiekt Roku 2012” w kategorii architektury kubaturowej w plebiscycie internetowej „Grupy Sztuki Architektury”[12]
- 2013 – Nagroda Architektoniczna „Polityki” za rok 2012 – laureat
- 2013 – Nagroda „Kraków Mój Dom” 2013 – w kategorii obiektów użyteczności publicznej (gazeta „Dziennik Polski” i Urząd Miasta Krakowa)
- 2013 – Nagroda „Budowa Roku 2012” – nagroda I stopnia, przyznana przez PZITB przy współudziale Ministerstwa Budownictwa oraz Głównego Urzędu Nadzoru Budowlanego
- 2010 – International Property Awards 2010, London, (5 Star Award – mixed used category, Poland: za projekt: „Congress Center in Cracow”);
- 2009 – Honorowa Nagroda SARP[13]
- 2009 – Tytuł „Krakowski Architekt Roku 2008” w konkursie organizowanym przez SARP, MOIA, Urząd Miasta Krakowa
- 2009 – 1 Nagroda Budynek Roku 2008 – Pawilon Wyspiańskiego, w konkursie SARP, MOIA, UMK
- 2007 – 1 Nagroda – Contractworld Award za projekt Pawilonu Polskiego EXPO 2005, Hanower Niemcy
- 2006 – Projekt Roku 2005 – SARP – projekt pawilonu Polskiego EXPO 2005, Warszawa Polska
- 2006 – 1 Nagroda – Nagroda im. St.Witkiewicza – za dom w Swoszowicach, Kraków, Polska
- 2005 – 1 Nagroda – Realizacja Roku 2004, SARP Kraków, Szkoła Języka Japońskiego w Krakowie
- 2005 – Krakowska Nagroda SARP za twórczość architektoniczną (także Jacek Ewý)[14]
- 2005 – Złoty Krzyż Zasługi[15][10]
- 2001 – Medal Europejski – Business Center Club za projekt Ambasady RP w Tokio, Japonia